# Borja Prado
Borja de Prado y Eulate (Madrid, 11 de mayo de 1956) es un empresario español que presidió Endesa desde 2010 hasta abril de 2019. Desde el 20 de abril de 2022 hasta el 31 de diciembre de 2023 fue presidente de Mediaset España.

## Biografía
Borja de Prado nació en Madrid el 11 de mayo de 1956. Su padre fue el empresario Manuel Prado y Colón de Carvajal y su madre es Paloma Eulate y Aznar, V marquesa de Zuya. Recibió educación en los colegios Retamar (del Opus Dei) y Santa María de Los Rosales, ambos en Madrid.
Cursó estudios de Derecho hasta el tercer año en la Universidad Autónoma de Madrid, y completó su formación en Relaciones Internacionales y Comercio Exterior en la Universidad de Nueva York y en la firma Philipp Brothers.

## Trayectoria profesional
Tiene una larga trayectoria en el sector financiero que empezó en 1980 como presidente de Almagro Asesoramiento e Inversiones, S.A. y Fomento de Comercio Exterior (Focoex) hasta 1987.
Entre 1989 y 1994 fue vicepresidente de UBS en España. En 1995 y hasta 1999 fue consejero de Rothschild & Co en España. 
Después, entre 1999 y 2007 fue vicepresidente de la oficina del banco de inversión Lazard Fund Managers en España. 
Ulteriormente, desde 2007 hasta 2014 fue presidente del banco italiano Mediobanca para Iberia y Latinoamérica. Hasta 2018 fue Chairman of Global Coverage de Mediobanca.
A continuación, entre 2007 y 2009 fue miembro del Consejo de Administración de Endesa y Endesa Chile. Seguidamente, entre 2009 y 2019 presidió la empresa española Endesa S.A., compañía vinculada a la empresa italiana Enel.Al mismo tiempo, desde 2013 hasta 2015 fue vicepresidente de Enersis (2013-2015).
Más tarde, ocupó el cargo de presidente del Club Español de la Energía (Enerclub) desde 2016 hasta 2018.
Finalizada esta etapa, es presidente de Mediaset España entre el 20 de abril de 2022 y el 31 de diciembre de 2023, formando parte de su consejo de administración desde 2004 hasta 2023.
También es cofundador de Península Capital —formando parte además de su consejo de administración—, una firma de capital privado que invierte en el sur de Europa y América Latina y presidente del Grupo Español de la Comisión Trilateral. Asimismo es socio de Key Capital Partners, boutique financiera con sede en Madrid.

## Premios y reconocimientos
| Año  | Premio o reconocimiento |
| ---- | --- |
| 2018 | Profesor Honorario de la Universidad Alfonso X Caballero de Justicia de la Orden Constantiniana de San Jorge Premio a la Inversión en España de Merca2 |
| 2016 | Máster de oro del Real Forum de Alta Dirección Premios Ejecutivos edición XXVI Presidente del Club Español de la Energía (Enerclub)                    |
| 2014 | Premio Empresario de FEDECOM Premio FONDENA |
| 2013 | Grande Ufficiale dell’Ordine della Stella d’Italia (già Stella della solidarietà italiana)                                                             |
| 2012 | Premio SERES Premio Tiépolo Premio Empresario de FEDECOM Endesa empresa por la Revista Ejecutivos                                                      |
| 2011 | Premio al empresario universalmente destacado de la Cámara Oficial Española de Comercio de Chile                                                       |